# Massacre de Borovë
Le Massacre de Borovë est l’assassinat de 107 civils albanais par la Wehrmacht le 9 juillet 1943. Ce massacre a lieu dans la ville de Borovë, dans la préfecture de Korçë en Albanie.
Il s'agit de représailles des nazis à la suite d'une attaque des résistants albanais sur un convoi allemand.
En juillet 1943, l'Albanie était encore sous occupation italienne. Les forces allemandes du 98e régiment de la première division alpine, qui était basées à Ioannina en Grèce occupée transitent par l'Albanie. Ils sont attaqués à deux endroits avant qu'ils ne puissent passer en territoire grec. Il s'agit de résistants du Mouvement de libération nationale, dirigés par Riza Kodheli. Après la bataille, qui a duré plusieurs heures, le convoi a pu continuer vers sa destination. 
Après l'attaque, une expédition allemande a été envoyée à-partir de la Grèce sur les lieux de l'attaque. Les forces allemandes massacrèrent les habitants du village de Borové. Certaines des victimes ont été tuées sur place tandis que beaucoup ont été regroupées à l'intérieur de l'église du village et brûlées vives. Le nombre de morts s'élève à 107 civils, pour la plupart des personnes âgées, des enfants et des femmes, de 4 mois à 80 ans.
En 1972, le compositeur albanais Thoma Gaqi écrit un poème symphonique, "Borova", en mémoire des victimes.